# Transaktionsanalyse
Die Transaktionsanalyse (TA) ist eine psychologische Theorie der menschlichen Persönlichkeitsstruktur. Die Theorie wurde Mitte des 20. Jahrhunderts von dem US-amerikanischen Psychiater Eric Berne begründet und wird laufend weiterentwickelt. Sie erhebt den Anspruch, anschauliche psychologische Konzepte zur Verfügung zu stellen, mit denen Menschen ihre erlebte Wirklichkeit reflektieren, analysieren und verändern können.
Schon zu Lebzeiten Bernes setzten verschiedene Transaktionsanalytiker in ihrer Arbeit unterschiedliche Schwerpunkte, die auch die weitere Entwicklung der Theorie beeinflusst haben. Neuere Entwicklungen gründen zum Beispiel auf Mary und Robert Goulding (Neuentscheidungstherapie), Jacqui Lee Schiff (Neubeelterung), Fanita English (Ersatzgefühle; Episkript), Richard G. Erskine (Integrative Psychotherapie), Charlotte Sills, Helena Hargaden, William F. Cornell (Beziehungsorientierte Transaktionsanalyse).

## Allgemeines
Die Transaktionsanalyse nutzt das Mittel der Kommunikation, um es Menschen zu ermöglichen, ihre Realitätswahrnehmung und ihre Interaktionen zu interpretieren und ihren eigenen Lebensweg zu gestalten. Dazu stellt die Transaktionsanalyse eine Theorie der Persönlichkeit und eine Beschreibung kommunikativer Abläufe in unterschiedlichen Kontexten zur Verfügung. Außerdem bietet die Transaktionsanalyse Modelle zum Beobachten, Beschreiben, Verstehen und Verändern bzw. Entwickeln der Persönlichkeit und der Beziehungen zwischen Individuen und sozialen Systemen. Sie umfasst damit Konzepte zur Persönlichkeitsanalyse, zur Beziehungsanalyse, zur Gruppendynamik und Gruppenanalyse und zur Analyse und Steuerung von sozialen Systemen sowie Methoden der Einflussnahme auf die Gestaltung von als sinnvoll erachteten Veränderungen im interaktiven Bereich.
Zielvorstellung der Transaktionsanalyse ist eine integrierte, autonome Persönlichkeit mit der Fähigkeit, sich in einem sozialen Gefüge selbstbewusst, respektvoll, achtsam, rücksichtsvoll und beitragend zu bewegen. Transaktionsanalytiker sollen mit ihren Klienten im Bewusstsein der Gleichwürdigkeit und Gleichwertigkeit kooperieren, um gemeinsam Leben freudevoll zu gestalten. Dazu verabschieden die Ethik-Komitees der internationalen TA-Gesellschaften verpflichtende ethische Prinzipien, die auch Bestandteil der Aus- und Weiterbildung in Transaktionsanalyse sind.

## Grundgedanken der Transaktionsanalyse
Wenn Menschen mit Hilfe der Grundgedanken der Transaktionsanalyse auf soziale Interaktionen oder einzelne Persönlichkeiten schauen, dann gelten hierfür diese Annahmen:
- Jeder Mensch hat die Fähigkeit zu denken und Probleme zu lösen.
- Jeder Mensch ist in all seinen Schattierungen und in seiner Ganzheit in Ordnung.
- Jeder Mensch ist in der Lage, Verantwortung für sein Leben und dessen Gestaltung zu übernehmen. Er verfügt dazu über die Fähigkeit der bewussten Wahrnehmung und Steuerung seiner mentalen, emotionalen und sensorischen Vorgänge und der sich daraus ergebenden Handlungen bzw. sozialen Interaktionen.
- Jeder Mensch wird als fähig angesehen, sein Lebenskonzept (oder Lebensgestaltungsmuster) schöpferisch, zuträglich und konstruktiv zu gestalten.

Zudem ist es jedem Menschen möglich, durch Nutzen seiner ihm innewohnenden Ressourcen autonome Entscheidungen für sich und andere zu treffen. Dazu benutzt er seine Fähigkeit zur Bewusstmachung der momentanen Gegebenheiten, seine Fähigkeit, aus einer Bandbreite verschiedener energetischer Zustände auszuwählen und die Fähigkeit zu echtem emotionalem Kontakt mit anderen Menschen.
Für Transaktionsanalytiker hat Autonomie im Sinne von Selbstbestimmung, Spontanität und Bezogenheitsfähigkeit auf die Welt höchsten Stellenwert.

## Theorieentwicklung
Eric Berne entwickelte die Transaktionsanalyse aus der Beobachtung zwischenmenschlicher Kommunikation heraus. Diese von ihm als Transaktionen benannten Vorgänge setzte er dann mit von Patienten berichteten inneren Prozessen in Beziehung. Eine Transaktion beschreibt stattfindende Kommunikation: das bewusste und unbewusste Austauschgeschehen zwischen Menschen und ihrer Umwelt, sowohl verbal als auch nonverbal.

Konzeptdiagramm der Transaktionsanalyse, basierend auf der Zeichnung auf dem Cover von Eric Bernes Buch „Games People Play“ (1964).

Kommunikationsabläufe werden in Transaktionen differenziert und dadurch für den Betrachter verstehbar und beeinfluss- bzw. veränderbar. Komplexe Abläufe stereotyper Transaktionsmuster werden in der Transaktionsanalyse als Spiele bezeichnet (z. B. ein immer wieder ähnlich ablaufender Ehestreit). Sie stellen damit fixierte und einschränkende Muster des sozialen Miteinanders dar, denen Eric Berne sehr große Aufmerksamkeit widmete.
Als Psychiater bezog Berne seine Theorieentwicklung ursprünglich auf psychotherapeutische Kontexte. Auf dem Weg zur Heilung standen anfangs für ihn die Einsicht des Patienten in seine psychischen Strukturen und die sich daraus ergebenden Transaktionen und Spiele im Vordergrund. Aus dieser Einsicht heraus sollte es dem Patienten durch Veränderung seines Verhaltens und seiner Denkstrukturen gelingen, Autonomie zu erlangen. Dazu entwickelte er treffende und leistungsfähige Modelle, anhand derer er sich mit dem Patienten über dessen Strukturen und Schwierigkeiten besprach. Mit der Zeit und der weiteren Entwicklung der Transaktionsanalyse verschob sich dann der Schwerpunkt dieser kognitiven Herangehensweise, sodass das zeitgemäße Arbeiten im Kontext der Transaktionsanalyse bedeutet, neue Sicht- und Erlebensweisen der Welt ganzheitlich zu entwickeln.
Die Vorstellung, dass die Kraft, das Potenzial und die Verantwortung für die Heilung im Patienten liegen, stellte in der Mitte des letzten Jahrhunderts einen Paradigmenwechsel in der Behandlung – auch schwerer psychischer Störungen – dar. Aus dieser Grundannahme geht direkt die zentrale Stellung des Vertrags in der Arbeit von Transaktionsanalytikern hervor. Das bedeutet, dass der Patient die Ziele der gemeinsamen Arbeit definiert, indem er im Gespräch mit dem Transaktionsanalytiker klärt, was er verändern wird und was dabei die Aufgabe des Außenstehenden ist. Auch wenn Transaktionsanalytiker heute meist ganz andere Zugänge in der Arbeit mit Klienten nutzen – weg von der klassischen kognitiv-verhaltensorientierten hin zu emotional beziehungs- und prozessorientierten – so ist und bleibt der Vertrag Dreh- und Angelpunkt der professionellen Orientierung. Er ist auch Ausdruck der hohen Bedeutung der ethischen Prinzipien in der Transaktionsanalyse.
Die unterschiedlichen theoretischen Konzepte der Transaktionsanalyse stellen meist unterschiedliche Schwerpunkte in den Fokus. Wenn die psychische Struktur des Individuums Zentrum der Betrachtung ist, dann benutzen Transaktionsanalytiker meist das Strukturmodell der Ich-Zustände. Eric Berne beobachtete, dass ein und derselbe Mensch zu unterschiedlichen Zeiten qualitativ unterschiedliche Erlebenszustände aktivieren kann. Solche Erlebenszustände, die jeweils durch ein zusammenhängendes Muster von Denk-, Fühl- und Verhaltensweisen charakterisiert sind, nannte er Ich-Zustände. Die prinzipiell unendlich vielen Erlebenszustände eines Menschen können grundsätzlich in drei Kategorien eingeteilt werden: Wir können abgespeichertes Erleben von früher erneut aktivieren, der Zustand wird dann Kindheits-Ich-Zustand genannt. Kreieren wir einen neuen Erlebenszustand, der sich in angemessener Weise voll und ganz auf das Hier und Jetzt bezieht, so wird dieser als Erwachsenen-Ich-Zustand bezeichnet. Wenn wir uns auf eine Art und Weise erleben, die wir im Denken, Fühlen und Verhalten von anderen übernommen haben, so ist das ein Eltern-Ich-Zustand. Mit dem Strukturmodell der Ich-Zustände werden die individuellen internen Energiebesetzungen von Menschen beschrieben und eingeordnet. Die Ich-Zustände als Persönlichkeitsanteile stellen Muster des Erlebens und Handelns dar, wie sie im Hier und Jetzt wahrgenommen werden. Allerdings aktivieren wir oft stereotype und teils weniger geeignete Reaktionsmuster in Rückwirkung auf unbewusste Erinnerungen früheren Beziehungserlebens. Mit Hilfe der Transaktionsanalyse sollen auf die gegenwärtige Situation angemessene und selbstbestimmte Denk-, Fühl- und Verhaltensmuster entwickelt werden, dort wo diese alten Muster den Lebensfluss so stark einschränken, dass unnötiges Leiden entsteht.
Das Symbol der drei übereinander liegenden Kreise stellt das Strukturmodell der Ich-Zustände dar, wobei die Kreise die Kategorien Eltern-Ich, Erwachsenen-Ich und Kindheits-Ich symbolisieren.

Das Ich-Zustands-Modell

Der Mensch erlebt sich immer in Bezug zu seiner Umwelt, selbst im Rückzug (von ihr). Die Umwelt erlebt sich immer auf den Menschen bezogen. Die Beschreibung der Dynamik dieser gegenseitigen Bezogenheit stellt den Kern der Transaktionsanalyse dar. Sie vereinigt demnach in ihren Konzepten tiefenpsychologische, beziehungsorientierte und systemische Aspekte des menschlichen Miteinanders.
Heutzutage beziehen sich transaktionsanalytische Konzepte und Modelle auf alle Bereiche des sozialen Miteinanders, sodass Transaktionsanalyse in den vier Anwendungsfeldern Psychotherapie, Beratung, Organisationsentwicklung und Pädagogik/Erwachsenenbildung gelehrt und ausgeübt wird. Transaktionsanalyse wird vor einem wissenschaftlichen Hintergrund und mit wissenschaftlicher Begleitung ständig weiterentwickelt.
Die hier angesprochenen Konzepte zu den Transaktionen, den Spielen, den Verträgen und der psychischen Struktur sind vier Beispiele aus einer großen Anzahl weiterer theoretischer Modelle, deren Darstellung an dieser Stelle den Rahmen sprengen würde.

## Kritische Betrachtungen (Metaperspektive)
Das Bemühen Eric Bernes, psychische Prozesse und Phänomene mit relativ leicht verständlicher, einfacher Sprache zu beschreiben, hat dazu geführt, dass Menschen die Terminologie der Transaktionsanalyse benutzten, ohne die dahinter liegenden Konzepte zu kennen oder zu beachten. Dies führte in den 1970ern zu einem Ansehen der Transaktionsanalyse als simplifizierend und zu ihrer baldigen Abwertung durch etablierte Therapeuten, wobei die TA-Gemeinschaft in der Folge versuchte zu vermitteln, dass sie mindestens so gut wie sie, aber eigentlich noch besser sei. Diese Rivalität hat der Transaktionsanalyse geschadet. Seit der Jahrtausendwende erholt sich die TA-Gemeinschaft von diesem Prozess und strebt nun Vernetzungen und Integration innerhalb der psychologischen Richtungen an.
Zum anderen hat die Euphorie der ersten Jahre teilweise zu einer Überschätzung der Möglichkeiten durch Transaktionsanalyse geführt. Der Mensch mit seinen Begrenzungen trat in den Hintergrund, die Methode sollte alles möglich machen. Diese Sichtweise ist aber zum Teil der Einschätzung gewichen, dass die Erfolge nicht nur von der Methode, sondern auch sehr stark von den Menschen, die sie anwenden, und von den Rahmenbedingungen abhängen.

## Internationale TA-Organisationen
Es gibt mehrere internationale TA-Organisationen, zum Beispiel:
- International Transactional Analysis Association (ITAA). Sie wurde als gemeinnützige Organisation gegründet, um das Wachstum und die Entwicklung einer nützlichen und kreativen Theorie der Transaktionsanalyse sowie deren Anwendung zu fördern. Die ITAA hat ihren Sitz in San Francisco (USA). Sie ist Dachverband für Mitglieder aus 60 Ländern der Erde.
- European Transactional Analysis Association (EATA). Sie wurde 1976 gegründet. Unter ihrem Dach sammeln sich mittlerweile 34 nationale europäische TA-Gesellschaften mit ca. 7600 Mitgliedern, unter ihnen:
- Deutsche Gesellschaft der Transaktionsanalyse (DGTA). Sie ist der Dachverband der Transaktionsanalytiker in Deutschland. Momentan sind ca. 1700 Mitglieder in ihr organisiert.
- Österreichische Gesellschaft für Transaktionsanalyse (ÖGTA). Sie ist der Dachverband der Transaktionsanalytiker in Österreich.
- Schweizer Gesellschaft für Transaktionsanalyse – Association Suisse d'Analyse Transactionnelle (SGTA-ASAT), der Dachverband der Transaktionsanalytiker in der Schweiz.

Alle internationalen Gesellschaften arbeiten eng zusammen, sind vernetzt und achten auf einheitliche Standards, unter anderem bezüglich Ethik, Aus- und Weiterbildung, Theorieentwicklung und Prüfungsanforderungen.

## Zeitschriften
- Zeitschrift für Transaktionsanalyse. Organ der Deutschen Gesellschaft für Transaktionsanalyse, Junfermann Verlag, ISSN 1869-7712.
- Transactional Analysis Journal. Journal der International Transactional Analysis Association, ISSN 2329-5244.
- Journal of Transaktional Analysis Research. ISSN 2218-3159.